# Ernesto Hubner Bermúdez
Ernesto Alberto Hübner Bermúdez, agricultor, empresario y político radical chileno. Nació en Coquimbo, el 15 de septiembre de 1845. Falleció en Santiago, el 3 de marzo de 1919. Hijo de Alberto Hübner Prado y doña Wilhelmina Bermúdez Acosta. 
Educado en el Liceo de La Serena y en el Instituto Nacional, donde tuvo instrucción en técnicas de ingeniería agrícola. Viajó a Europa, donde se educó en procedimientos ganaderos, empresa que inició en el valle central chileno a su retorno.
En el norte del país abrió una empresa productora de aceitunas, siendo uno de los pioneros en este tipo de actividad productiva.

## Actividades Públicas
- Militante del Partido Radical.
- Diputado por Tarapacá y Pisagua (1885-1888), integró la comisión permanente de Gobierno y Relaciones Exteriores.
- Diputado por Copiapó, Chañaral y Freirina (1888-1891), figuró en la comisión permanente de Legislación y Justicia.
- Secretario de la comisión encargada de preparar un proyecto de Código Penal Marítimo (1890).
- Diputado por Tarapacá y Pisagua (1894-1897 y 1897-1900), integrante de la comisión permanente de Industria y Obras Públicas.
- Ministro de Hacienda (octubre de 1904-marzo de 1905).
- Senador suplente por Tarapacá (1905-1909), tras la dimisión del titular José Elías Balmaceda Fernández (PLD) quien asumió una misión diplomática en Europa. Hubner formó parte de la comisión permanente de Hacienda.